# Жакерия

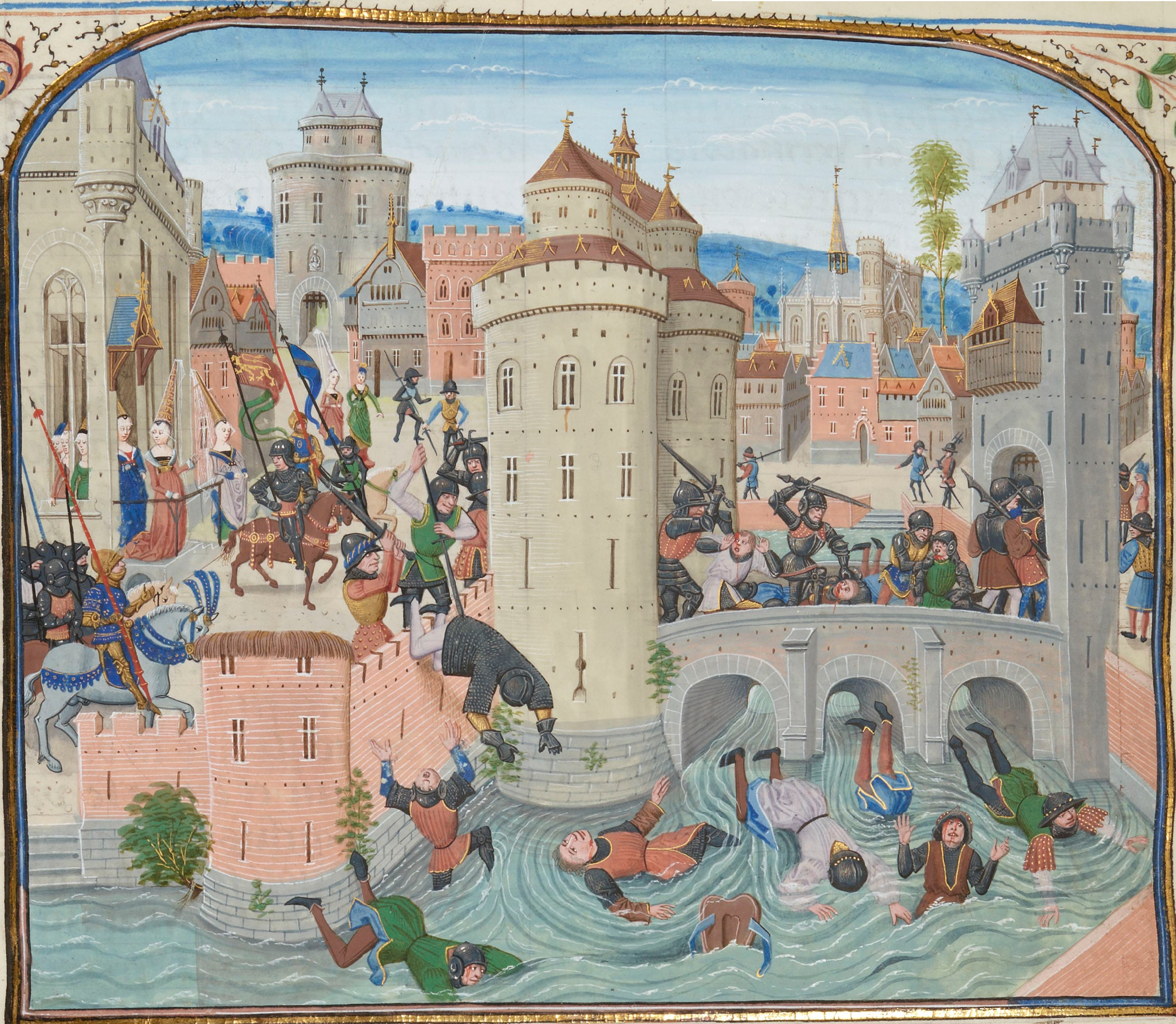
Гастон Феб и Жан де Грайи подавляют восстание жаков по дороге в город Мо. Миниатюра из «Хроник» Жана Фруассара.

Жакери́я (фр. Jacquerie, от распространённого во Франции имени Жак) — антифеодальное восстание французских крестьян в 1358 году, вызванное положением, в котором находилась Франция после начала Столетней войны; крупнейшее в истории Франции крестьянское восстание.
Непосредственным поводом к восстанию были разорения, которые произвёл наваррский король Карл Злой в окрестностях Парижа и которые особенно тяжело отозвались на сельском населении. Крестьяне, в первую очередь зажиточные, терпевшие поборы от феодалов на ведение войны, чьих жен и дочерей насиловали дворяне (что для Средневековья служило просто реализацией права феодала на такое насилие), бросились на них, обратили сотни замков в развалины, избивали дворян и насиловали их собственных жён и дочерей. Скоро восстание распространилось в Бри, Суассоне, Лаоне и на берегах Марны и Уазы. Дворянам удалось подавить восстание.
Название это со временем сделалось именем нарицательным, и последующие возмущения французских крестьян иногда также называли «жакериями».

## Название
Современники называли восстание «войной недворян против дворян»; название «Жакерия» появилось значительно позже, и среди источников встречается только в «Хрониках» Жана Фруассара. Дворяне называли своих крестьян «славный малый Жак» (Jacques bon homme), отсюда, возможно, и произошло название восстания.

## Причины
Причинами Жакерии явилась экономическая разруха, вызванная Столетней войной на территории Франции, налоговый гнёт, а также эпидемия чумы («чёрная смерть»), которая унесла от трети до половины населения, что, в свою очередь, привело к повышению заработной платы и изданию законов, направленных против её роста. В отличие от укрепленных городов, поселения и участки крестьян не были защищены от грабежей как англичан, так и французской армии, в особенности бродячих банд наёмников — бригандов.
Толчком к Жакери́и послужили новые денежные обложения (по распоряжению дофина Карла для выкупа короля Иоанна Доброго, пленённого в 1356 году при Пуатье) и повинности (введённые Компьенским ордонансом в мае 1358 года для восстановления крепостей близ Парижа). Восстание началось 28 мая в местечке Сен-Лё-д’Эссеран (области Бовези).
Непосредственным поводом для восстания стали грабежи солдат наваррского короля Карла Злого в окрестностях Парижа, наиболее тяжело отразившиеся на сельском населении. Крестьяне, жестоко угнетаемые дворянами, которые насиловали их жён и дочерей, бросились на своих мучителей, превратили сотни замков в развалины, избивали дворян и в отместку насиловали их жён и дочерей. Сравнительно быстро восстание распространилось в Бри, Валуа, Куси, Суассоне, Лаоне и на берегах Марны и Уазы. Вскоре у восставших крестьян появился руководитель — Гильом Коль (Каль), родом из бовезийской деревни Мело, ставший «генеральным капитаном жаков».

## История восстания
Восстание совпало по времени с Парижским восстанием (1358) под руководством купеческого прево Парижа Этьена Марселя.

### Гильом Каль
Один из крестьянских лидеров восстания Гильом Каль искал для разрозненных и плохо вооружённых крестьян сильного союзника в лице горожан и пытался установить связи с Этьеном Марселем. Он отправил в Париж делегацию с просьбой помочь крестьянам в их борьбе с феодалами и сразу же двинулся в Компьен. Однако богатые горожане не пустили туда восставших крестьян. То же самое произошло в Санлисе и Амьене. Этьен Марсель наладил связь с крестьянскими отрядами и послал им на помощь отряд парижан с целью разрушить укрепления, возведённые между Сеной и Уазой феодалами и мешавшие подвозу продовольствия в Париж. Однако позже этот отряд был отозван.
К тому времени сеньоры оправились от страха и начали действовать. Против повстанцев одновременно выступил Карл Злой и дофин Карл.
9 июня 1358 года с хорошо обученной армией в тысячу копий Карл Злой подошёл к деревне (Мело), где расположились главные силы восставших. Поскольку несмотря на значительное численное превосходство необученные крестьяне практически не имели шансов победить в открытом бою, Гильом Каль предложил отойти к Парижу. Однако крестьяне не желали слушать уговоров своего предводителя и заявляли, что они достаточно сильны, чтобы сразиться. Тогда Каль удачно расположил свои войска на холме, поделил их на две части; впереди из повозок и клади сделал вал и расположил лучников и арбалетчиков. Отряд конников он построил отдельно.
Позиции восставших выглядели настолько внушительно, что Карл Наваррский неделю не решался атаковать их. В конце концов он пошёл на хитрость — пригласил Каля для переговоров. Гильом поверил его рыцарскому слову и не обеспечил свою безопасность заложниками. Его тут же схватили и заковали в цепи, после чего деморализованные крестьяне были разбиты. Тем временем рыцари дофина напали на другой отряд жаков и также истребили множество восставших.

### Расправа над восставшими
Началась массовая расправа над восставшими. Гильом Каль был казнён после жестоких пыток (палач «короновал» его в «мужицкие короли», надев ему на голову раскалённый докрасна железный треножник). До 24 июня 1358 года было умерщвлено не менее 20 тысяч человек; резня пошла на убыль только после объявленной 10 августа дофином Карлом амнистии, на которую, однако, многие феодалы смотрели сквозь пальцы.

### Продолжение волнений
Крестьянские же волнения продолжались до сентября 1358 года. Напуганное народными восстаниями, королевское правительство поспешило договориться с англичанами о заключении мира.

## Версии о причинах
Существует множество мнений о причинах этого восстания, и, хоть оно и было вызвано особыми обстоятельствами, его можно связать с целым рядом французских средневековых крестьянских бунтов и волнений.
Это восстание также можно сопоставить с английским восстанием Уота Тайлера 1381 года, восстанием тюшенов в Нормандии и южных провинциях (1356—1384), восстанием майотенов в Париже 1382 года и с движением таборитов (гуситским движением) в Чехии. В определённой степени восстание 1358 года стало связующим звеном между крестьянскими средневековыми бунтами и религиозными движениями начала Нового времени.
Историки спорят по поводу классового характера Жакерии, и, не отрицая наличия дворян в рядах повстанцев, ставят под сомнение однородность движения. Кроме того, помимо отказа платить налоги, Жакерия имела причиной стремление крестьян отстоять своё достоинство. Жакерия серьёзно отразилась на сознании людей и впредь крестьянские волнения обозначались словом «жакерия» как именем нарицательным.
Причины восстаний могут быть следующими:
1. Столетняя война, которая привела к увеличению налогов[8].
2. Голод и болезни[9] в Европе, которые ухудшили и без того тяжёлое положение крестьян.
3. Усилилась эксплуатация крестьян, произошли изменения в хозяйстве (торговля), и феодалы, желая покупать дорогие товары из других стран, стали требовать денежный оброк.

По мнению известного французского историка Школы «Анналов» Жоржа Дюби, побудительным мотивом для восставших было военное насилие: «Жакерия не была ни бунтом бедноты, ни мятежом против короля. Это восстание представляло собой взрыв ярости зажиточных крестьян Бовези, которые не могли более выносить поборы военщины. В один прекрасный день, собравшись в Сен-Лё-д’Эссеран, они дали волю своему гневу, обрушившись на этих людей так, как повсюду деревенский люд обрушивался на разбойников.»
Историк Столетней войны Жан Фавье, отметив в качестве основных причин возмущения, помимо чумы и военного поражения, падение цен на зерно и нехватку пахотных земель в регионе, пишет: «Что представляли собой эти „жаки“? Все что угодно, только не отверженных с крестьянской земли. Характерно, что это восстание, самое жестокое из всех, какие с давних времен пережила Северная Франция, было ограничено самыми богатыми землями Парижского бассейна: областями Бове, Суассона, областью Бри. Это не был бунт последних нищих, умирающих с голоду. Это было восстание мелкого крестьянства, собственников со скудным достатком, насколько слово „собственник“ употребимо для средних веков… Отдельные бывшие солдаты, бывшие доманиальные служащие землевладельцев, отдельные безместные священники примыкали к восставшим с пользой для последних, иногда выбиваясь в вожди.».

## Отзывы современников
Важнейшими источниками о восстании являются сочинения современных ему историков, среди которых выделяется «Второе продолжение хроники Гийома де Нанжи» парижского приора кармелитов Жана де Венета, который, имея сам крестьянское происхождение, открыто сочувствует народным массам, называя его однако «чудовищным» и «неразумным делом», «Хроники» Жана Фруассара, резко осуждающего восставших с позиций протеже и сторонника знати, а также анонимная «Нормандская хроника XIV века».
Для Фруассара, наблюдателя в целом объективного, заслуживающего доверия не только в отношении описания военных походов, осад и сражений, но порой сочувствующего и разоряемым в ходе них «бедным труженикам», массовое возмущение французских крестьян стало нарушением привычного социального порядка, а потому однозначно характеризовалось как «великое безумие», осуществлявшееся не столько угнетёнными, сколько «злыми» и «подлыми людьми», «бешеными собаками», восставшими против своих законных хозяев.
Рассказ о Жакерии у Фруассара сведён главным образом к последовательности действий восставших, но в композиции его выделяются три слоя. В первом повествуется о том, как и из-за чего начались возмущения мужиков и красочно описываются зверства последних по отношению к господам. Во втором содержатся авторские оценки масштабов и характера описываемых событий, в третьем излагаются действия властей и рыцарства по подавлению бунта, угрожавшего всему королевству подобно смертельной болезни, «спасительное лекарство» против которой отыскал сам Бог. Искренне возмущаясь бесчинствами крестьян, Фруассар не забывает при этом перечислить все предъявлявшиеся ими дворянам требования, не давая последним негативных оценок, что заставляет предполагать, что хотя бы часть из них он считал справедливыми.

## В художественной литературе
- Проспер Мериме посвятил этим событиям свою историческую драму-хронику «Жакерия» (1828).
- В историческом романе Артура Конан-Дойла «Белый отряд» (1891) главные герои-англичане вместе с французским рыцарем-полководцем Бертраном Дюгекленом и его женой Тифен Ракнель выдерживают осаду со стороны жаков в замке Вильфранш. В соответствии с официальными представлениями викторианской эпохи, восставшие крестьяне изображены писателем в виде толпы полудиких грабителей и убийц.
- Сочувственно изображены восставшие жаки и их лидер Гильом Каль в исторической повести французского журналиста и писателя Жана Оливье (Jean Ollivier) «Колен Лантье» (1957; рус. пер. 1961).